# EADS CASA C–295
A C-295 kéthajtóműves "új generációs" taktikai, katonai teherszállító repülőgép, melyet az Airbus Defence and Space gyárt Spanyolországban.
Méret és teljesítmény kategóriájában belépőszintű közepes teherszállító. Meghajtásáról két légcsavaros gázturbina gondoskodik, hattollú légcsavarral.

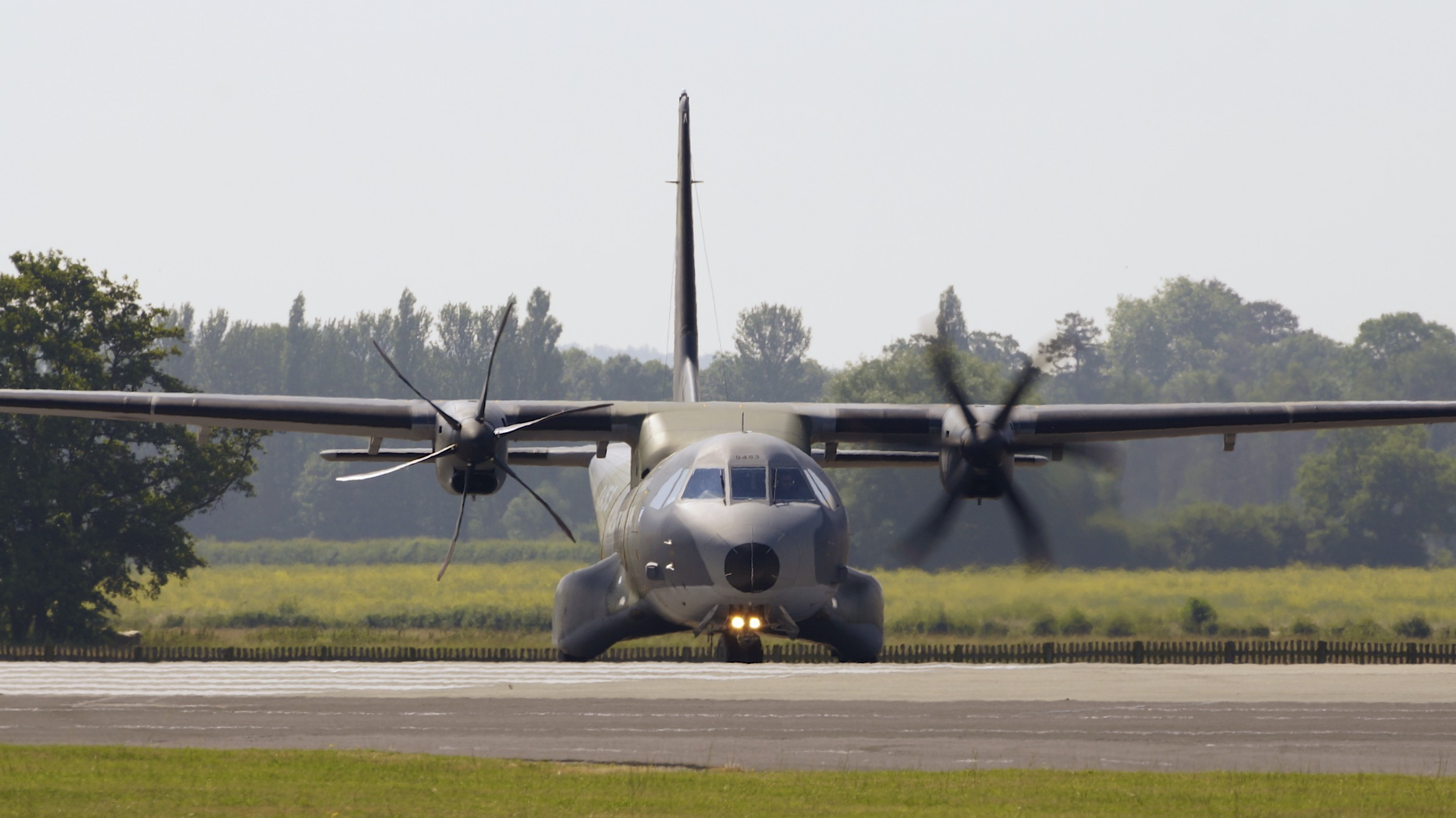
A Cseh Légierő egyik C-295 ös gépe. A földön állva az egy működtetett hajtómű a független áramellátást biztosítja, mivel a típus nem rendelkezik segédhajtóművel.

## Kialakítás és fejlesztés
A típus alapjait a Spanyol - Indonéz CASA / IPTN CN-235-ös adta, melynek a hosszított törzsű, erősebb hajtóművekkel ellátott, nagyobb (+ ~50%) teljesítményű  változata lett a CN-295.
A CN-295 gyártása és fejlesztése az Airbus Military irányítása alá került, ezzel a típus is átkeresztelődött C-295-re. Az AIRBUS célja hogy a típust; új generációs, univerzális, összfeladatos, taktikai, közepes szállítógépként prezentálja a világpiacon.

### C-295 változatai
- Teherszállító
- Tengerészeti / szárazföldi felderítő és kutató mentő.
- Rádióelektronikai felderítő (hírszerző).
- Légtérfigyelő

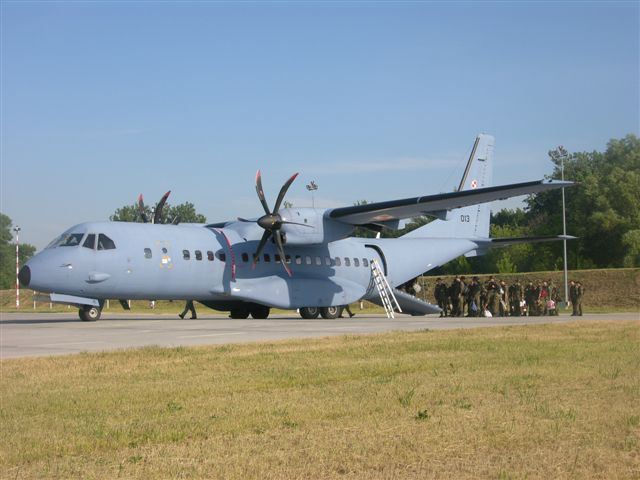
A Lengyel Légierő egyik C-295 teherszállítója.
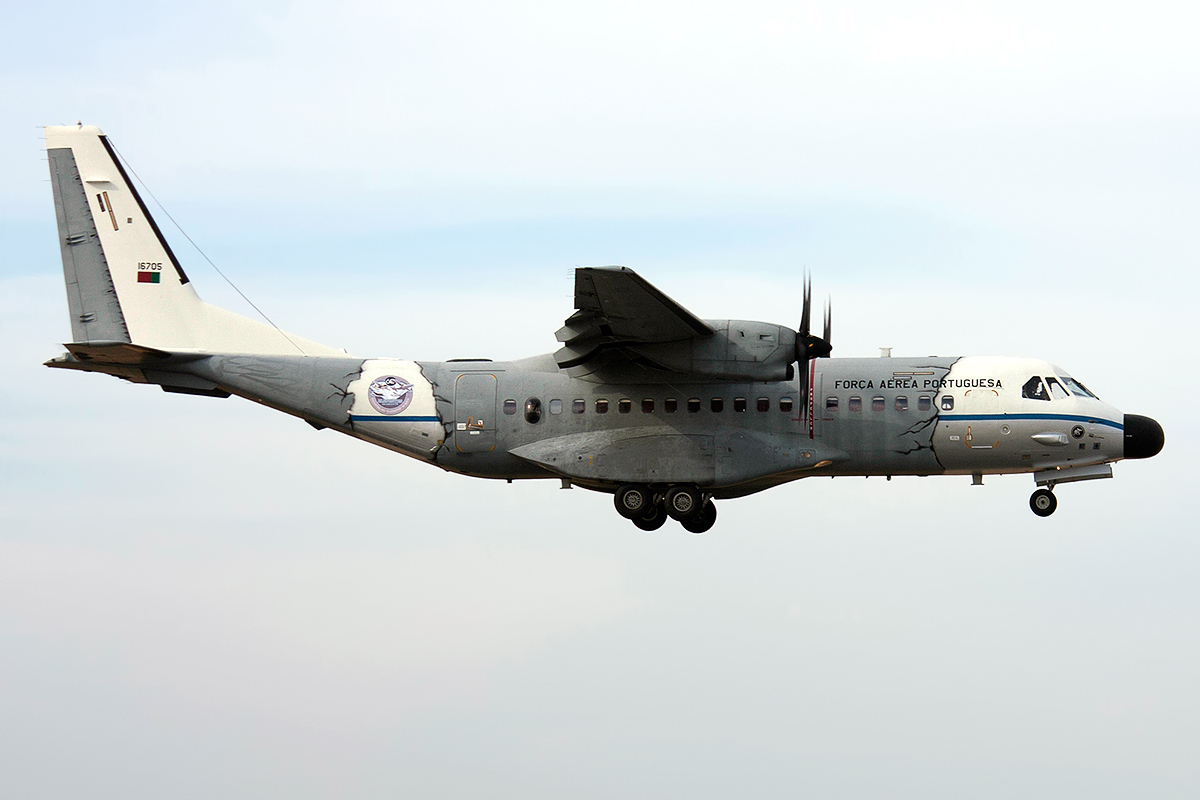
Portugál C-295 SIGINT verzió a jellegzetes orrkúppal.
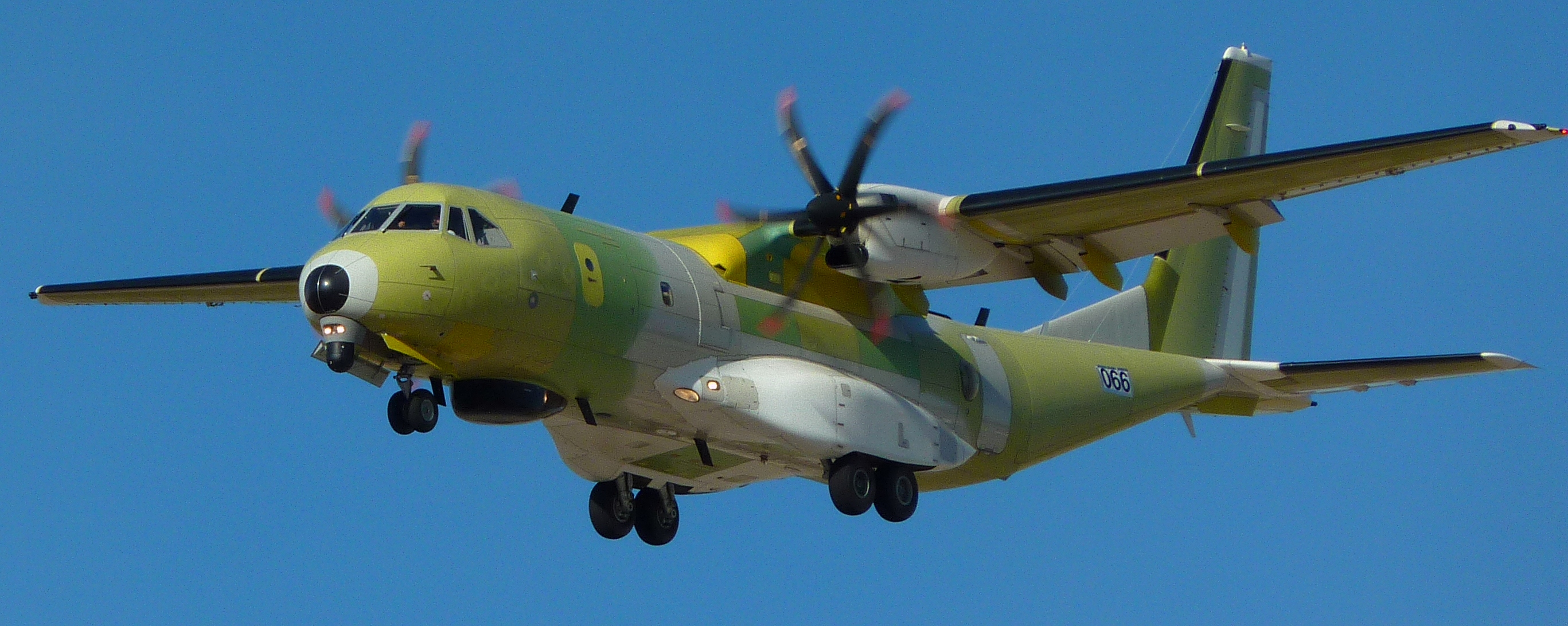
A C-295 felderítő-járőr verzió. Az orr alatt optikai dóm, az orrfutó mögött pedig, a felszínt térképező radar kupolája látható.
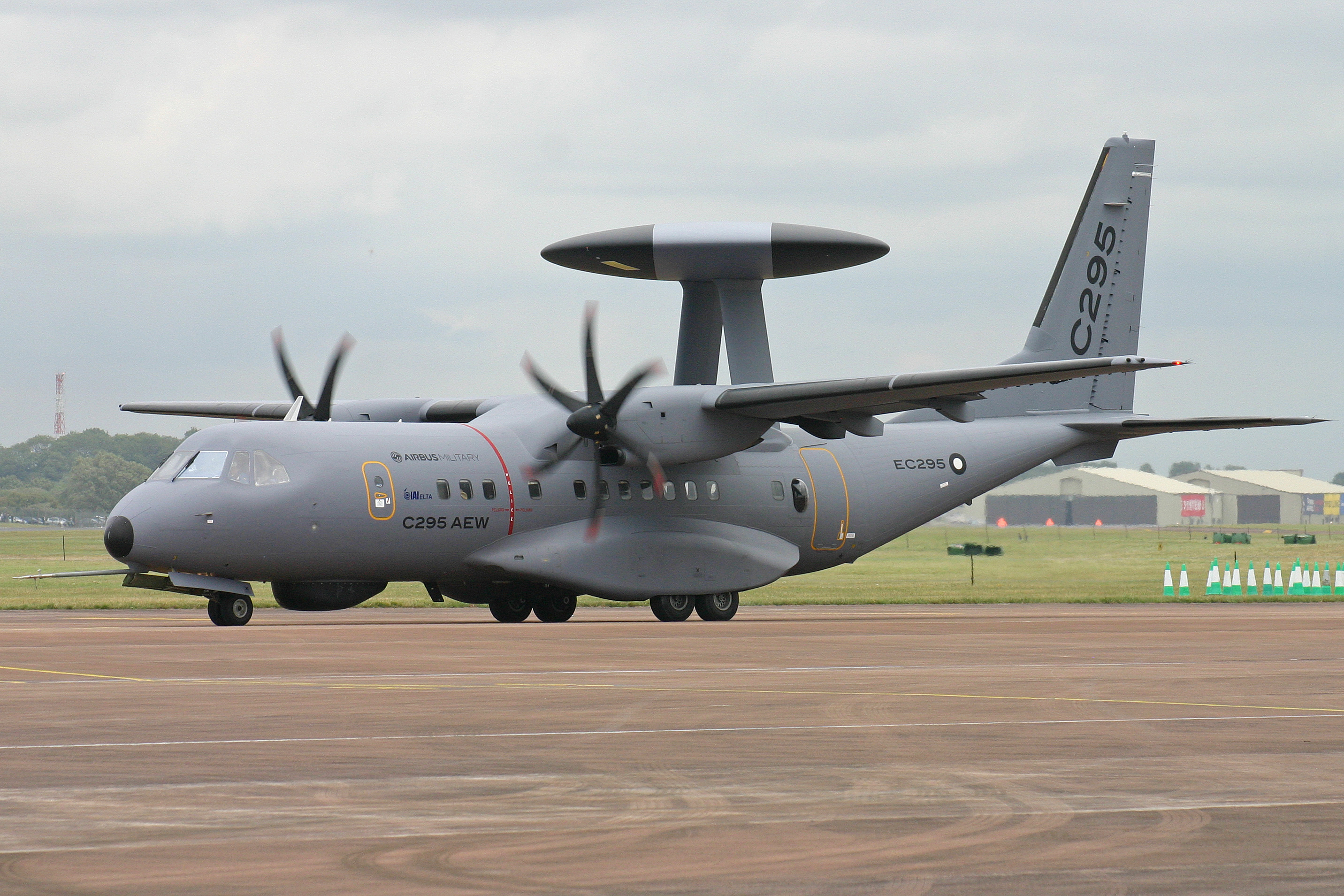
C-295 AEW légtérellenőrző verzió, izraeli AESA radarral.

Magas funkcionalitás jellemző a típusra és a gyártó is számos opcionalitási lehetőséget kínál a vásárlók számára.
Több kiegészítő csomagot / készletet is bemutatott a gyártó:
- Tűzoltó
- Légi utántöltő
- Orvosi evakuáció
- VIP szállító
- Közvetlen légi támogató CAS
- Tengeralattjáró elhárító

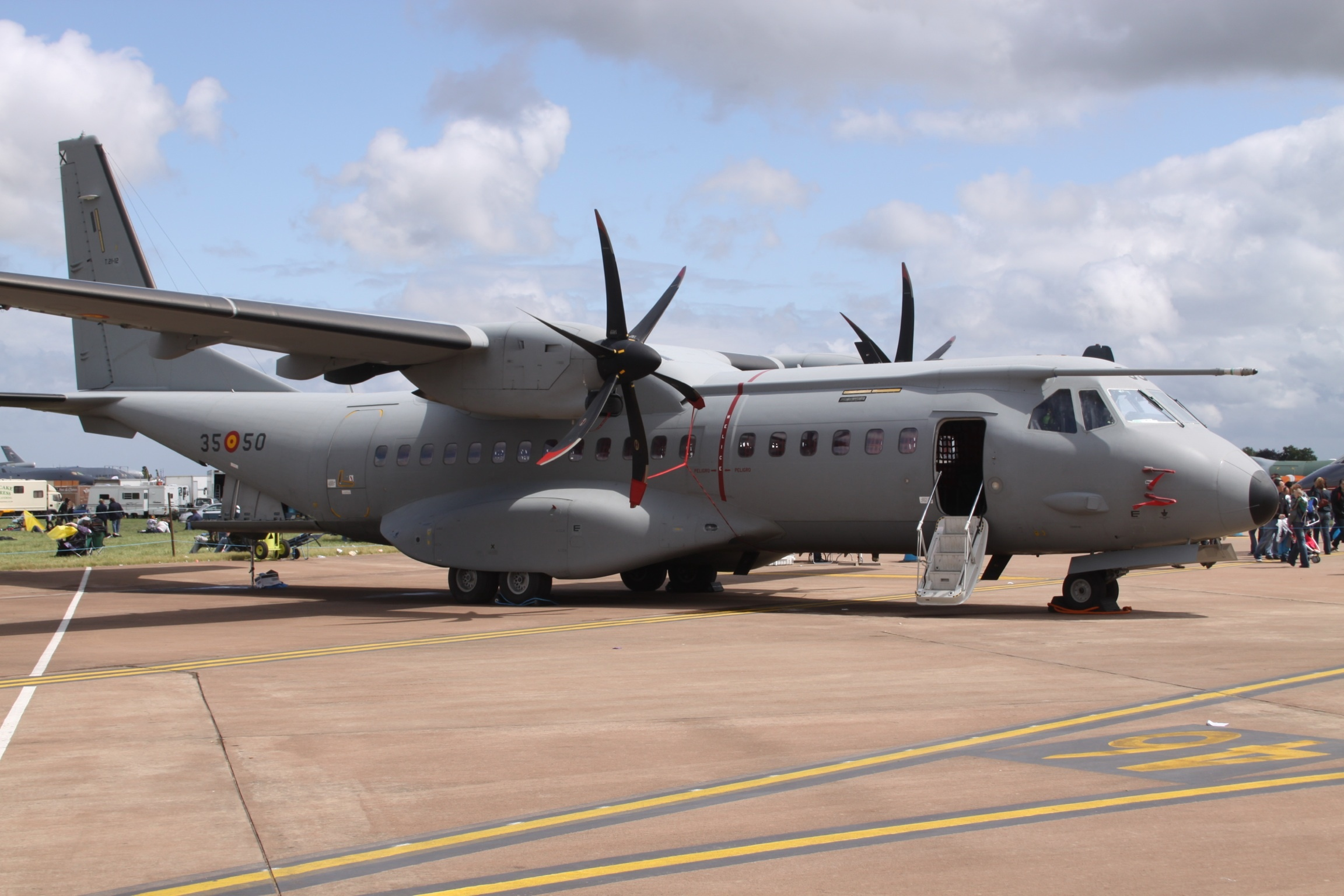
A légi utántölthetőséget biztosító utántöltőcsonk, kinyúlóban a pilótafülke felett.

## Alkalmazók

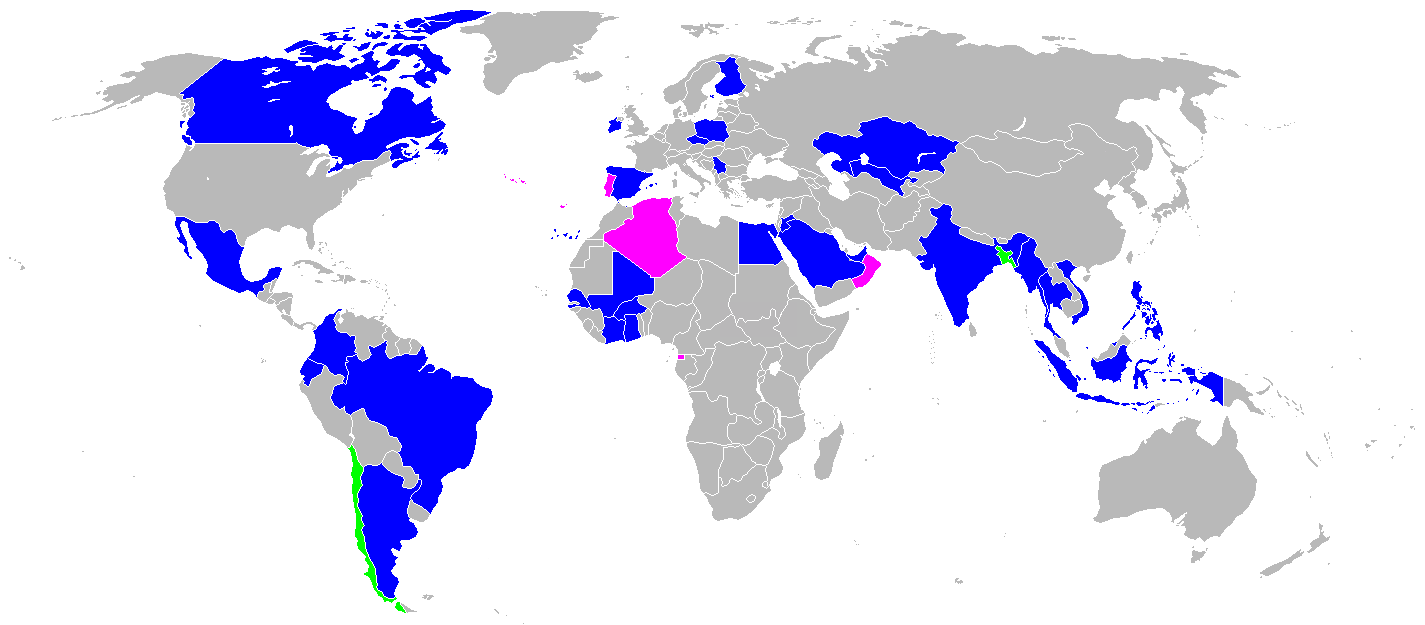
Alkalmazó országok

## Történet
- Első repülés: 1997. november 28.
- Szolgálatba helyezve: 2001
- Sorozatgyártás: 2000-
- Darabszám: 166

## Műszaki adatok[2]

### Karakterisztika
- Személyzet: 2 fő
- Kapacitás opciók:
  - maximum 75 katona
  - 5 db szabvány EU raklap
  - 3 db könnyített Land Rover terepjáró
  - maximum 27db hordágy orvosi evakuációs modifikációban
- Maximum terhelés: 9250 kg
- Hossz: 24,5 m
- Szárny fesztávolság: 25,81 m
- Magasság: 8,7 m
- Max felszállósúly: 23,2 t
- Hajtómű: 2 x turbólégcsavaros Pratt & Whitney Canada PW127G, 1 972 kW. Hamilton Standard 586-F, "Hat-pengés"[3] légcsavarral.
- Tehertér méretek: 12,69 m × 2,70 m × 1,90 m

### Repülési teljesítmény:[szerkesztés]
- Maximális sebesség: 576 km/h
- Utazósebesség: 480 km/h
- Hatótávolság: maximális terheléssel: 1300 km, üresen: 5400 km
- Repülési magasság: 9100 m

## Konkurens típusok
- Il-214
- Il-112
- C-27J
- KC-390
- An-178
- An-132